# 차승원
차승원(1970년 6월 7일 ~ )은 대한민국의 배우이자 모델이다.

## 출연 작품

### 드라마
| 연도   | 방송사     | 제목                       | 역할        | 비고     |
| ------ | ---------- | -------------------------- | ----------- | -------- |
| 1997년 | SBS        | 뉴욕 스토리                |             | 시트콤   |
| 1998년 | SBS        | 바람의 노래                | 이지훈      |          |
| 1998년 | MBC        | 맨발로 뛰어라              | 박실장      |          |
| 1998년 | MBC        | 수줍은 연인                | 임성범      |          |
| 1998년 | KBS2       | 천사의 키스                | 장태주      |          |
| 1999년 | MBC        | 여자 대 여자               |             | 시트콤   |
| 1999년 | MBC        | 장미와 콩나물              | 최규대      |          |
| 1999년 | SBS        | 맛을 보여드립니다          | 승일        |          |
| 1999년 | SBS        | TV영화 러브스토리 - 메시지 | 인기        | 단막극   |
| 2003년 | KBS2       | 보디가드                   | 홍경탁      |          |
| 2009년 | SBS        | 시티홀                     | 조국        |          |
| 2010년 | SBS        | 아테나: 전쟁의 여신        | 손혁        |          |
| 2011년 | MBC        | 최고의 사랑                | 독고진      |          |
| 2014년 | SBS        | 너희들은 포위됐다          | 서판석      |          |
| 2015년 | MBC        | 화정                       | 광해군      |          |
| 2017년 | tvN        | 화유기                     | 우마왕 우휘 |          |
| 2021년 | 쿠팡플레이 | 어느 날                    | 신중한      |          |
| 2022년 | tvN        | 우리들의 블루스            | 최한수      |          |
| 2024년 | Disney+    | 폭군                       | 임상        | 4부작    |
| 2024년 | Netflix    | 트렁크                     |             | 특별출연 |
| 2025   | 넷플릭스   | 광장                       | 차영도      | 특별출연 |

### 연극
| 연도   | 제목                   | 역할   | 비고 |
| ------ | ---------------------- | ------ | ---- |
| 2013년 | 《나에게 불의 전차를》 | 이순우 |      |

### 영화
| 연도   | 제목                 | 역할        | 비고                    |
| ------ | -------------------- | ----------- | ----------------------- |
| 1997년 | 홀리데이 인 서울     | 소매치기    |                         |
| 1998년 | 해가 서쪽에서 뜬다면 | 변지민      |                         |
| 1999년 | 자귀모               | 나한수      |                         |
| 1999년 | 주유소 습격 사건     | 폭주 청년   | 특별출연                |
| 1999년 | 세기말               | 상우        |                         |
| 2000년 | 신혼여행             | 김준호      |                         |
| 2000년 | 리베라 메            | 여희수      |                         |
| 2001년 | 신라의 달밤          | 최기동      |                         |
| 2002년 | 라이터를 켜라        | 양철곤      |                         |
| 2002년 | 광복절 특사          | 최무석      |                         |
| 2003년 | 선생 김봉두          | 선생 김봉두 |                         |
| 2004년 | 귀신이 산다          | 박필기      |                         |
| 2004년 | 여선생 VS 여제자     | 선생 김봉두 | 특별 출연               |
| 2005년 | 혈의 누              | 이원규      |                         |
| 2005년 | 박수칠 때 떠나라     | 검사 최연기 |                         |
| 2006년 | 국경의 남쪽          | 김선호      |                         |
| 2007년 | 이장과 군수          | 이장 조춘삼 |                         |
| 2007년 | 아들                 | 이강식      |                         |
| 2008년 | 눈에는 눈 이에는 이  | 안현민      |                         |
| 2009년 | 시크릿               | 김성열      |                         |
| 2010년 | 포화 속으로          | 박무랑      |                         |
| 2010년 | 구르믈 버서난 달처럼 | 이몽학      |                         |
| 2011년 | 아테나: 더 무비      | 손혁        |                         |
| 2012년 | 아부의 왕            | 본인        | 특별 출연               |
| 2014년 | 하이힐               | 윤지욱      |                         |
| 2015년 | 미니언즈             | 내레이션    | 애니메이션, 한국어 더빙 |
| 2016년 | 고산자, 대동여지도   | 김정호      |                         |
| 2018년 | 독전                 | 브라이언 리 | 특별출연                |
| 2019년 | 힘을 내요, 미스터 리 | 이철수      |                         |
| 2020년 | 낙원의 밤            | 마상길 이사 |                         |
| 2021년 | 싱크홀               | 정만수      |                         |
| 2023년 | 독전 2               | 브라이언 리 |                         |
| 2024년 | 전,란                | 선조        |                         |
| 미정   | 어쩔수가없다         |             |                         |

## 연기 외 활동

### 텔레비전 프로그램
| 연도   | 방송사 | 제목                                                             | 역할      | 비고 |
| ------ | ------ | ---------------------------------------------------------------- | --------- | --- |
| 1998년 | SBS    | 《이승연의 세이세이세이》                                        | 보조MC    | |
| 1998년 | MBC    | 《GO! 우리들의 천국》                                            | MC        | |
| 1998년 | KBS2   | 《TV는 사랑을 싣고》                                             | 게스트    | 1998년 8월 14일 |
| 1998년 | SBS    | 《김혜수 플러스 유》                                             | 보조MC    | |
| 1998년 | MBC    | 《음악캠프》                                                     | MC        | |
| 2003년 | KBS1   | 《김용만 박수홍의 특별한선물》                                   | 게스트    | 제16회(2003년 2월 25일) |
| 2003년 | KBS2   | 《해피투게더 시즌 1》 〈책가방 토크〉, 〈쟁반노래방〉            | 게스트    | 2003년 3월 13일 |
| 2004년 | KBS2   | 《해피투게더 시즌 1》 〈책가방 토크〉, 〈쟁반노래방〉            | 게스트    | 2004년 9월 9일 손태영, 장서희, 김제동, 유재석과 함께 출연                                                                   |
| 2004년 | SBS    | 《야심만만》                                                     | 게스트    | 제77회(2004년 9월 13일) |
| 2004년 | SBS    | 《김용만 신동엽의 즐겨찾기》                                     | 게스트    | 제20회(2004년 9월 14일) 손태영, 장서희, 김용만, 신동엽과 함께 출연                                                          |
| 2004년 | MBC    | 《공감토크쇼 놀러와》                                            | 게스트    | 제18회(2004년 9월 18일) |
| 2005년 | SBS    | 《야심만만》                                                     | 게스트    | 제107회(2005년 4월 11일) 제108회(2005년 4월 18일) 제124회(2005년 8월 8일) 제125회(2005년 8월 15일) 제159회(2006년 4월 17일) |
| 2005년 | KBS2   | 《해피투게더 시즌 1》 〈책가방 토크〉, 〈쟁반노래방〉            | 게스트    | 2005년 4월 21일 박용우, 지성, 김제동, 유재석과 함께 출연                                                                    |
| 2005년 | SBS    | 《김용만 신동엽의 즐겨찾기》                                     | 게스트    | 제51회(2005년 4월 25일) 제66회(2005년 8월 9일)                                                                              |
| 2005년 | MBC    | 《무(모)한 도전》                                                | 게스트    | 제17회(2005년 8월 13일) |
| 2006년 | MBC    | 《일요일일요일밤에 - 차승원의 헬스클럽》                         | 고정 출연 | (2006년 2월 26일 ~ 2006년 4월 16일)                                                                                         |
| 2006년 | KBS2   | 《상상플러스》 〈세대공감 OLD&NEW〉                              | 게스트    | 75회(2006년 4월 15일) |
| 2006년 | SBS    | 《야심만만》                                                     | 게스트    | 제159회(2006년 4월 17일) |
| 2007년 | KBS2   | 《상상플러스》 〈세대공감 OLD&NEW〉                              | 게스트    | 121회(2007년 3월 20일) |
| 2007년 | MBC    | 《황금어장 - 무릎팍 도사》                                       | 게스트    | 제35회(2007년 3월 21일) |
| 2009년 | SBS    | 《일요일이 좋다 - 패밀리가 떴다》                                | 게스트    | 제75회(2009년 4월 19일) 제76회(2009년 4월 26일)                                                                             |
| 2010년 | KBS2   | 《김승우의 승승장구》                                            | 게스트    | 제19회(2010년 6월 15일) |
| 2011년 | MBC    | 《MBC 스페셜 - 창사 50주년 특집 '충주성심학교 야구부 1부, 2부'》 | 내레이션  | |
| 2011년 | MBC    | 《주병진 토크 콘서트》                                           | 게스트    | 제2회(2011년 12월 8일) |
| 2013년 | MBC    | 《황금어장 - 무릎팍 도사》                                       | 게스트    | 제11회(2013년 2월 7일) |
| 2013년 | tvN    | 《백지연의 피플 INSIDE》                                         | 게스트    | 제325회(2013년 3월 25일) |
| 2014년 | MBC    | 《'카레이스키 150년 만의 귀향'》                                 | 내레이션  | |
| 2014년 | KBS2   | 《해피투게더》                                                   | 게스트    | 제348회(2014년 5월 29일) |
| 2014년 | MBC    | 《무한도전》                                                     | 게스트    | 제406회(2014년 11월 29일) 제407회(2014년 12월 6일)                                                                          |
| 2015년 | KBS2   | 《슈퍼맨이 돌아왔다》                                            | 특별 출연 | 제63회 (2015년 2월 1일) |
| 2015년 | tvN    | 《삼시세끼 어촌편》                                              | 고정 출연 | 2015년 1월 23일 ~ 2015년 3월 20일                                                                                           |
| 2015년 | KBS1   | 《KBS청주총국 개국 70주년 특집 '전통시장, 아주 특별한 동거'》    | 내레이션  | |
| 2015년 | tvN    | 《삼시세끼 어촌편 시즌 2》                                       | 고정 출연 | 2015년 10월 9일 ~ 2015년 12월 11일                                                                                          |
| 2016년 | tvN    | 《삼시세끼 고창편》                                              | 고정 출연 | 2016년 7월 1일 ~ 2016년 9월 16일                                                                                            |
| 2016년 | JTBC   | 《뉴스룸》                                                       | 게스트    | 대중문화초대석 - 차승원 편 (2016년 9월 8일)                                                                                 |
| 2019년 | tvN    | 《스페인 하숙》                                                  | 고정 출연 | 2019년 3월 15일 ~ 2019년 5월 24일                                                                                           |
| 2019년 | tvN    | 《유 퀴즈 온 더 블럭》                                           | 게스트    | 32회 - 2019년 8월 27일 |
| 2019년 | tvN    | 《일로 만난 사이》                                               | 게스트    | 2회 - 2019년 8월 31일 |
| 2019년 | JTBC   | 《방구석1열》                                                    | 게스트    | 70회 - 2019년 9월 1일 |
| 2020   | tvN    | 삼시세끼 어촌편 시즌 5                                           | 고정출연  | 2020년 5월 1일 ~ 2020년 7월 10일                                                                                            |
| 2023   | tvN    | 형따라 마야로: 아홉개의 열쇠                                     | 고정출연  | 2023년 8월 4일~ 2023년 9월 29일                                                                                             |
| 2024   | tvN    | 밥이나 한잔해                                                    | 게스트    | 3회 - 2024년 5월 30일 |
| 2024   | tvN    | 유 퀴즈 온 더 블럭                                               | 게스트    | 257회 - 2024년 8월 14일 |
| 2024   | tvN    | 삼시세끼 라이트                                                  | 고정출연  | 2024년 9월20일~ |

### 웹예능
| 연도   | 방송사 | 제목                  | 역할   | 비고                  |
| ------ | ------ | --------------------- | ------ | --------------------- |
| 2023년 | 유튜브 | 《나영석의 나불나불》 | 게스트 | 2023년 7월 13일       |
| 2023년 | 유튜브 | 《나영석의 나불나불》 | 게스트 | 2023년 7월 21일       |
| 2023년 | 유튜브 | 《핑계고》            | 게스트 | 2023년 11월 18일 30회 |

### 라디오 프로그램
| 연도   | 방송사 | 제목                               | 역할     | 비고 |
| ------ | ------ | ---------------------------------- | -------- | ---- |
| 2016년 | EBS FM | 《EBS 책 읽는 라디오 낭독 시리즈》 | 내레이션 |      |

### 뮤직 비디오
| 연도   | 가수       | 제목                     | 비고    |
| ------ | ---------- | ------------------------ | ------- |
| 1998년 | 김장훈     | 세상이 그대를 속일지라도 |         |
| 1998년 | 엄정화     | Poison                   |         |
| 1999년 | 손상미     | 헤라의 질투              |         |
| 2000년 | 김장훈     | 난 남자다                |         |
| 2000년 | 주영훈     | 노을의 연가              |         |
| 2001년 | 포지션     | I love you               |         |
| 2002년 | 4U         | In My Heart              |         |
| 2003년 | 프로젝트 X | 뮤직 단편영화            | 카론 역 |
| 2003년 | 포지션     | Desperado                |         |
| 2008년 | 김장훈     | 소나기                   |         |
| 2011년 | 티아라     | Cry Cry                  |         |
| 2012년 | 티아라     | Lovey Dovey              |         |
| 2012년 | 박정현     | 미안해                   |         |
| 2017년 | 워너원     | Beautiful                |         |

### 광고
| 연도                 | 기업명                     | 제품명                                        | 종류                          | 공동 출연                                                  |
| -------------------- | -------------------------- | --------------------------------------------- | ----------------------------- | ---------------------------------------------------------- |
| 1995년               | 금강제화                   | 랜드로바                                      | 슈즈 브랜드                   |                                                            |
| 1995년~1996년        | 쌍방울                     | 트라이, 엑스존                                | 언더웨어                      |                                                            |
| 1996년               | 이랜드                     | 로엠                                          | 여성 의류                     |                                                            |
| 1996년               | LG전자                     | 프리웨이                                      | 휴대폰                        |                                                            |
| 1997년               | 롯데제과                   | 롯데껌                                        | 껌                            | 주진모, 김지현                                             |
| 1998년               | 운암건설                   | 대전 노은지구 운암아파트                      | 아파트                        |                                                            |
| 1998년               | 영진약품                   | 싸아크                                        | 의약품                        |                                                            |
| 1998년               | 오리온                     | 핫브레이크                                    | 초콜릿바                      | 김태욱                                                     |
| 1998년               | 빙그레                     | 매운콩라면                                    | 라면                          |                                                            |
| 1998년               | 하이트진로                 | 하이트                                        | 주류                          |                                                            |
| 1999년               | 옥시레킷벤키저             | 파워크린                                      | 세제                          | 최진실                                                     |
| 1999년               | 온미디어                   | 온미디어 기업 홍보                            | 금융                          |                                                            |
| 1999년               | 한국낙농육우협회           | 사랑의 우유 나누기 캠페인                     | 캠페인                        | 김혜수                                                     |
| 1999년               | 애경산업                   | 순샘                                          | 세제                          |                                                            |
| 1999년               | 코니카 필름                | 센츄리아                                      | 카메라필름                    | 변우민, 이제니, 김규리, 최종원                             |
| 1999년               | 샤몽 화장품                | 보브 포맨                                     | 화장품                        |                                                            |
| 1999년               | 필립스 코리아              | 필리쉐이브                                    | 면도기                        |                                                            |
| 2000년               | 코스메틱랜드               | 우먼플러스                                    | 화장품                        |                                                            |
| 2000년               | (주)SG세계물산             | 바쏘                                          | 남성 정장                     |                                                            |
| 2001년               | 웅진식품                   | 초록사이다                                    | 탄산음료                      | 이성재                                                     |
| 2001년               | 롯데네슬레코리아           | 테이스터스초이스                              | 커피                          |                                                            |
| 2001년               | 오리온                     | 오친구                                        | 스낵                          |                                                            |
| 2002년               | 태승어패럴                 | ru jeans                                      | 의류                          |                                                            |
| 2003년               | KT                         | 1541 콜렉트콜                                 | 수신자 요금 부담 통화 서비스  | 이문식                                                     |
| 2004년               | LG유플러스                 | LG유플러스 : 우리부부 경제상식 편             | 통신사                        | 송선미                                                     |
| 2004년               | 제스프리 인터내셔널 코리아 | 제스프리 골드키위                             | 뉴질랜드 프리미엄 키위 브랜드 |                                                            |
| 2004년               | SK텔레콤                   | 네이트 드라이브                               | 통신사                        | 오윤아                                                     |
| 2004년               | 롯데칠성                   | MBP뼈장군                                     | 우유음료                      |                                                            |
| 2004년               | 우리홈쇼핑                 | 우리닷컴                                      | 홈쇼핑                        |                                                            |
| 2004년               | (주)LF                     | 타운젠트                                      | 남성정장                      |                                                            |
| 2004년~2006년        | 청정원                     | 순창고추장                                    | 식품                          |                                                            |
| 2005년               | HK이노엔                   | 컨디션                                        | 숙취해소 음료                 |                                                            |
| 2005년               | 오뚜기                     | 진라면                                        | 라면                          |                                                            |
| 2006년               | CJ                         | 채널CGV                                       | 영화채널                      |                                                            |
| 2006년               | (주)일동인터내쇼날         | 둘둘치킨                                      | 치킨 프랜차이즈               |                                                            |
| 2006년               | 보해                       | 복분자주                                      | 주류                          |                                                            |
| 2006년               | 광동제약                   | 썬키스트                                      | 주스음료                      |                                                            |
| 2006년               | 위니아전자                 | 클라쎄                                        | 에어컨                        |                                                            |
| 2006년               | 오뚜기                     | 진라면 CUP                                    | 컵라면                        |                                                            |
| 2006년               | 동국제약                   | 복합마데카솔                                  | 의약품                        |                                                            |
| 2006년               | 웅진씽크빅                 | 씽크빅                                        | 학습지                        |                                                            |
| 2006년~2008년        | KDB생명                    | KDB생명 기업 홍보                             | 생명보험                      | 박주미                                                     |
| 2006년~2008년        | 에쓰오일                   | 에쓰오일                                      | 주유소                        | 싸이, 손예진(2006년) 김아중(2007년) 유재석, 장미란(2008년) |
| 2007년               | KT                         | KT집전화 ann                                  | 유선전화 서비스               |                                                            |
| 2007년               | 롯데건설                   | 아일랜드 캐슬                                 | 아파트                        |                                                            |
| 2008년               | 하임인터트레이드           | 헤드그렌                                      | 벨기에 라이프스타일 가방      |                                                            |
| 2010년               | SK팬텍                     | 스카이 VEGA                                   | 스마트폰                      |                                                            |
| 2010년               | 남양유업                   | 맛있는우유 GT                                 | 유제품                        |                                                            |
| 2011년               | 아워홈                     | 손수 천연돈장프랑크소시지                     | 식품                          |                                                            |
| 2011년               | 삼일제약                   | 제로정                                        | 의약품                        |                                                            |
| 2011년               | 조르지오 아르마니 코리아   | 조르지오 아르마니 미네랄 포맨                 | 화장품                        |                                                            |
| 2011년               | 현대자동차                 | 싼타페 더 스타일                              | 자동차                        |                                                            |
| 2011년               | 롯데칠성                   | 델몬트 콜드주스                               | 주스음료                      |                                                            |
| 2011년               | 동원F&B                    | 동원참치                                      | 식품                          |                                                            |
| 2011년               | 삼성카드                   | 삼성 s클래스                                  | 신용카드                      |                                                            |
| 2011년               | 청정원                     | 순창고추장                                    | 식품                          |                                                            |
| 2011년               | 엠케이트렌드               | 버커루                                        | 위류                          |                                                            |
| 2011년               | FILA코리아                 | 휠라 스포트                                   | 스포츠웨어                    |                                                            |
| 2011년               | (주)홈앤쇼핑               | 홈앤쇼핑                                      | 쇼핑몰                        |                                                            |
| 2011년               | 삼성전자                   | 삼성 지펠 아삭 그랑데스타일508                | 김치냉장고                    | 이승기                                                     |
| 2012년               | 에지웰퍼스널케어 코리아    | 쉬크                                          | 면도기                        |                                                            |
| 2012년               | 아모레퍼시픽               | 메디안                                        | 덴탈케어                      |                                                            |
| 2012년~2017년        | 롯데아사히주류             | 아사히 수퍼드라이                             | 주류                          |                                                            |
| 2012년~2017년 (현재) | (주)신한코리아             | JDX멀티스포츠                                 | 골프웨어 전문업체             |                                                            |
| 2013년               | 광동제약                   | 광동 헛개차                                   | 숙취해소 음료                 |                                                            |
| 2015년               | SK텔레콤                   | SK텔레콤 band LTE                             | 통신사                        | 유해진, 손호준                                             |
| 2015년               | 롯데호텔                   | 롯데면세점                                    | 면세점                        |                                                            |
| 2015년               | 코카콜라음료               | 슈웹스                                        | 탄산주 음료                   |                                                            |
| 2015년               | 팔도                       | 팔도 비빔면 × '삼시세끼 어촌 편' ※풋티지 광고 | 라면                          |                                                            |
| 2015년               | 롯데리아                   | 롯데리아 강정버거                             | 패스트푸드 프랜차이즈         |                                                            |
| 2015년               | 넷마블                     | 레이븐                                        | 모바일게임                    |                                                            |
| 2015년               | (유)알지피코리아           | 요기요 하우스                                 | 배달 모바일앱                 | 최지우, 강승윤, 악동뮤지션                                 |
| 2015년               | 삼성증권                   | 삼성증권 POP UMA                              | 증권업체                      |                                                            |
| 2015년               | 샘표                       | 요리에센스 연두                               | 간장                          |                                                            |
| 2015년~2016년        | 한국다케다제약             | 액티넘                                        | 의약품                        |                                                            |
| 2015년~2017년        | 코카콜라음료               | 씨그램                                        | 탄산수 음료                   |                                                            |
| 2016년~2017년 (현재) | 한국타이어                 | T Station                                     | 자동차 타이어 전문업체        |                                                            |
| 2017년               | KB금융그룹                 | KB국민카드 온리유카드                         | 금융                          |                                                            |
| 2020년               | 랭킹닭컴                   | 브랜드 캠페인                                 | 닭가슴살                      |                                                            |
| 2022년               | 에이치엠씨네트웍스         | 케어네이션                                    | 요양 간병인 플랫폼            |                                                            |

## 패션 모델 경력
- 1988년 모델라인 18기
- 2006년 '06/07 F/W SFAA 서울컬렉션 송지오 패션쇼
- 2008년 서울 패션위크 S/S 09' 송지오 컬렉션
- 2009년 서울 패션위크 F/W 09' 송지오 컬렉션
- 2011년 서울 패션위크 F/W 11' 송지오 컬렉션
- 2011년 서울 패션위크 S/S 12' 송지오 컬렉션
- 2013년 서울 패션위크 F/W 13' 송지오 컬렉션
- 2014년 서울 패션위크 S/S 15' 송지오 컬렉션
- 2015년 서울 패션위크 F/W 15' 송지오 컬렉션

## 수상 및 후보
| 년도 | 상                                      | 부문                                       | 작품                | 결과 | 출처  |
| ---- | --------------------------------------- | ------------------------------------------ | ------------------- | ---- | ----- |
| 1995 | 모델라인'95                             | 베스트 드레서상                            | 빈칸                | 수상 |       |
| 1995 | 한국모델협회                            | 올해의 모델상                              | 빈칸                | 수상 |       |
| 1995 | 한국패션사진가협회                      | 올해의 모델상                              | 빈칸                | 수상 |       |
| 1995 | 제12회 베스트 드레서 시상식             | 모델상                                     | 빈칸                | 수상 |       |
| 1996 | 한국패션협회                            | 올해의 남자모델상                          | 빈칸                | 수상 |       |
| 1997 | 모델센터주관                            | Adieu Fashion Festival'97 대상 - 패션 부문 | 빈칸                | 수상 |       |
| 1999 | 제16회 코리아 베스트 드레서 스완 어워드 | 베스트 드레서상                            | 빈칸                | 수상 |       |
| 2000 | 제37회 대종상                           | 신인남우상                                 | 세기말              | 후보 |       |
| 2000 | 제21회 청룡영화상                       | 남우조연상                                 | 리베라 메           | 후보 |       |
| 2001 | 제38회 대종상                           | 남우주연상                                 | 리베라 메           | 후보 |       |
| 2001 | 제22회 청룡영화상                       | 남우주연상                                 | 신라의 달밤         | 후보 |       |
| 2002 | 제25회 황금촬영상                       | 최우수 인기남우상                          | 신라의 달밤         | 수상 |       |
| 2003 | 제39회 백상예술대상                     | 영화부문 남자 최우수 연기상                | 광복절 특사         | 수상 |       |
| 2003 | 제40회 대종상                           | 남우주연상                                 | 선생 김봉두         | 후보 |       |
| 2003 | 제24회 청룡영화상                       | 남우주연상                                 | 선생 김봉두         | 후보 |       |
| 2003 | 제16회 그리메상                         | 최우수 남자연기상                          | 보디가드            | 수상 |       |
| 2003 | KBS 연기대상                            | 남자 인기상                                | 보디가드            | 수상 |       |
| 2003 | KBS 연기대상                            | 남자 최우수연기상                          | 보디가드            | 수상 |       |
| 2003 | 2003 한국광고주대회 광고주의 밤 시상식  | 광고주가 뽑은 좋은 모델상                  | 빈칸                | 수상 |       |
| 2004 | 제40회 백상예술대상                     | TV부문 남자 최우수연기상                   | 보디가드            | 후보 |       |
| 2006 | 제42회 백상예술대상                     | 영화부문 남자 최우수연기상                 | 혈의 누             | 후보 |       |
| 2007 | TVCF 어워즈                             | 2006 베스트 CF 모델상                      | 빈칸                | 수상 |       |
| 2007 | 제15회 이천춘사대상영화제               | 남우주연상                                 | 아들                | 수상 | [ 2 ] |
| 2007 | 코리아 패션 & 디자인 어워드             | 패션 아이콘상                              | 빈칸                | 수상 |       |
| 2008 | 제1회 대한민국 주얼리 어워드            | 사파이어상                                 | 빈칸                | 수상 |       |
| 2009 | SBS 연기대상                            | 10대 스타상                                | 시티홀              | 수상 |       |
| 2009 | SBS 연기대상                            | 드라마스페셜부문 남자 연기상               | 시티홀              | 수상 |       |
| 2010 | 제5회 아시아모델상시상식                | 아시아특별상 - 영화 부문                   | 빈칸                | 수상 |       |
| 2011 | 제1회 홍콩 케이블 TV 어워드             | 남우주연상                                 | 시티홀              | 후보 |       |
| 2011 | 제5회 Mnet 20's Choice                  | 핫 식스팩 종결자상                         | 빈칸                | 수상 |       |
| 2011 | 제5회 Mnet 20's Choice                  | 핫 드라마스타 남자상                       | 최고의 사랑         | 수상 |       |
| 2011 | 제4회 스타일 아이콘 어워즈              | 대상                                       | 빈칸                | 수상 |       |
| 2011 | 제9회 코리아 라이프스타일 어워드        | 올해의 베스트 드레서상 - 남자 부문         | 빈칸                | 수상 | [ 3 ] |
| 2011 | 제4회 코리아 드라마 어워즈              | 남자 주연상                                | 최고의 사랑         | 후보 |       |
| 2011 | 제38회 한국방송대상                     | 탤런트부문 개인상                          | 최고의 사랑         | 수상 |       |
| 2011 | 제24회 그리메상                         | 최우수 남자연기상                          | 최고의 사랑         | 수상 |       |
| 2011 | SBS 연기대상                            | 특별기획부문 남자 우수연기상               | 아테나: 전쟁의 여신 | 후보 |       |
| 2011 | MBC 연기대상                            | 베스트 커플상 (with 공효진)                | 최고의 사랑         | 수상 | [ 4 ] |
| 2011 | MBC 연기대상                            | 미니시리즈부문 남자 최우수연기상           | 최고의 사랑         | 수상 |       |
| 2012 | 제48회 백상예술대상                     | TV부문 남자 최우수연기상                   | 최고의 사랑         | 후보 |       |
| 2014 | SBS 연기대상                            | 중편드라마부문 남자 최우수연기상           | 너희들은 포위됐다   | 후보 |       |
| 2015 | 제10회 아시아모델시상식                 | 배우부문 아시아스타상                      | 빈칸                | 수상 |       |
| 2015 | 제8회 코리아 드라마 어워즈              | 연기대상                                   | 화정                | 후보 |       |
| 2015 | 제4회 에이판 스타 어워즈                | 장편드라마부문 남자 최우수연기상           | 화정                | 후보 |       |
| 2015 | 2015 한국광고주대회 광고주의 밤 시상식  | 광고주가 뽑은 좋은 모델상                  | 빈칸                | 수상 |       |
| 2015 | MBC 연기대상                            | 10대 스타상                                | 화정                | 수상 |       |
| 2015 | MBC 연기대상                            | 특별기획부문 남자 최우수연기상             | 화정                | 후보 |       |
| 2015 | MBC 연기대상                            | 대상                                       | 화정                | 후보 |       |
| 2016 | 제11회 에이 어워즈                      | 스타일 부문                                | 빈칸                | 수상 |       |
| 2017 | 제8회 대한민국 대중문화예술상           | 대통령 표창                                | 빈칸                | 수상 |       |
| 2021 | 제30회 부일영화상                       | 남우조연상                                 | 낙원의 밤           | 후보 |       |
| 2021 | 제26회 춘사국제영화제                   | 남우조연상                                 | 낙원의 밤           | 후보 |       |
| 2021 | 제41회 황금촬영상                       | 촬영감독이 뽑은 인기상                     | 싱크홀              | 수상 |       |
| 2022 | 제7회 금융의 날                         | 저축투자 부문 금융위원장 표창              | 빈칸                | 수상 |       |
| 2024 | 제29회 소비자의 날 시상식               | 시청자가 뽑은 올해의 배우                  | 빈칸                | 수상 |       |